# Tropidauchen marginatum
Tropidauchen marginatum är en insektsart som beskrevs av Bolívar, I. 1912. Tropidauchen marginatum ingår i släktet Tropidauchen och familjen Pamphagidae. Inga underarter finns listade i Catalogue of Life.